# Awin (Unternehmen)
Die AWIN AG ist eine nicht börsennotierte Aktiengesellschaft, die als globales Affiliate-Marketing-Netzwerk E-Commerce- und Online-Marketing-Leistungen anbietet.
Awin ist der weltweit größte Anbieter für Affiliate-Marketing und verbindet als Plattform Advertiser und Publisher weltweit. Awin vermarktet für rund 21.200 internationale Werbekunden Produkte und Dienstleistungen im Internet und kooperiert dafür mit über 241.000 aktiven Vertriebspartnern. Damit erreicht das Netzwerk nach eigenen Angaben Endkunden in über 180 Ländern der Welt. Zu den größten Werbekunden des Unternehmens gehören in Deutschland Kunden wie Telekom, 1&1, Opodo, die Volkswagen Bank und Postbank, ASOS und Douglas.
Mit Wirkung vom 6. März 2017 treten die beiden Unternehmen der ehemaligen zanox Gruppe: zanox und Affiliate Window als gemeinsame Marke unter dem Namen Awin auf.
Das Unternehmen wurde im Jahr 2000 von Thomas Hessler, Heiko Rauch und Jens Hewald gegründet. Die Gründer verließen das Unternehmen im März 2010.
Am 18. Januar 2021 gab Awin bekannt, dass Adam Ross neuer CEO wird. Damit gibt er seine vorherige Rolle als COO ab und übernimmt den Posten von Mark Walters, der von nun an im Aufsichtsrat beteiligt sein wird.

## Beteiligungen
Seit 2007 gehörte Awin zu 52,5 % der Axel Springer SE und zu 47,5 % der Schweizer Swisscom (Schweiz) AG. Im Juni 2006 erwarb Awin die Hamburger Internet-Agentur eprofessional GmbH. Aktuell beschäftigt Awin international mehr als 1.000 Mitarbeiter an 15 Standorten.
Im Januar 2017 erwarb Awin das amerikanische Affiliate-Netzwerk ShareASale, um die Präsenz in den USA zu stärken. Nach der erfolgreichen strategischen Partnerschaft mit dem australischen Netzwerk Commission Factory, die seit Mai 2017 besteht, ist im September 2020 die vollständige Übernahme von Commission Factory durch Awin erfolgt, um die Reichweite in Australien und dem APAC-Raum zu erhöhen.
Am 2. August 2017 wurde die angestrebte Fusion mit dem deutschen Affiliate-Netzwerk affilinet bekannt gegeben, die am 20. September 2017 die Zustimmung der Kartellbehörden erhielt. Axel Springer hat die Anteile der Swisscom AG erworben, wodurch sich eine neue Struktur ergibt. Das neue Unternehmen gehört zu 80 % der Axel Springer SE und zu 20 % United Internet, zu dem affilinet bisher als 100%ige Tochter zählte. Am 1. Oktober 2018 verschmolz die affilinet GmbH in AWIN AG. Awin führt als Rechtsnachfolger alle Geschäfte fort. Fortan ist affilinet kein Unternehmen mehr, sondern nur noch eine Marke der AWIN AG.

## Standorte
- Amsterdam, Niederlande
- Baltimore, USA
- Berlin, Deutschland
- Chicago, USA
- Denver, USA
- Hannover, Deutschland
- Iași, Rumänien
- London, England
- Madrid, Spanien
- Mailand, Italien
- München, Deutschland
- Paris, Frankreich
- Sao Paulo, Brasilien
- Stockholm, Schweden
- Sydney, Australien
- Warschau, Polen
- Zürich, Schweiz